# Peter Becker (Schauspieler)

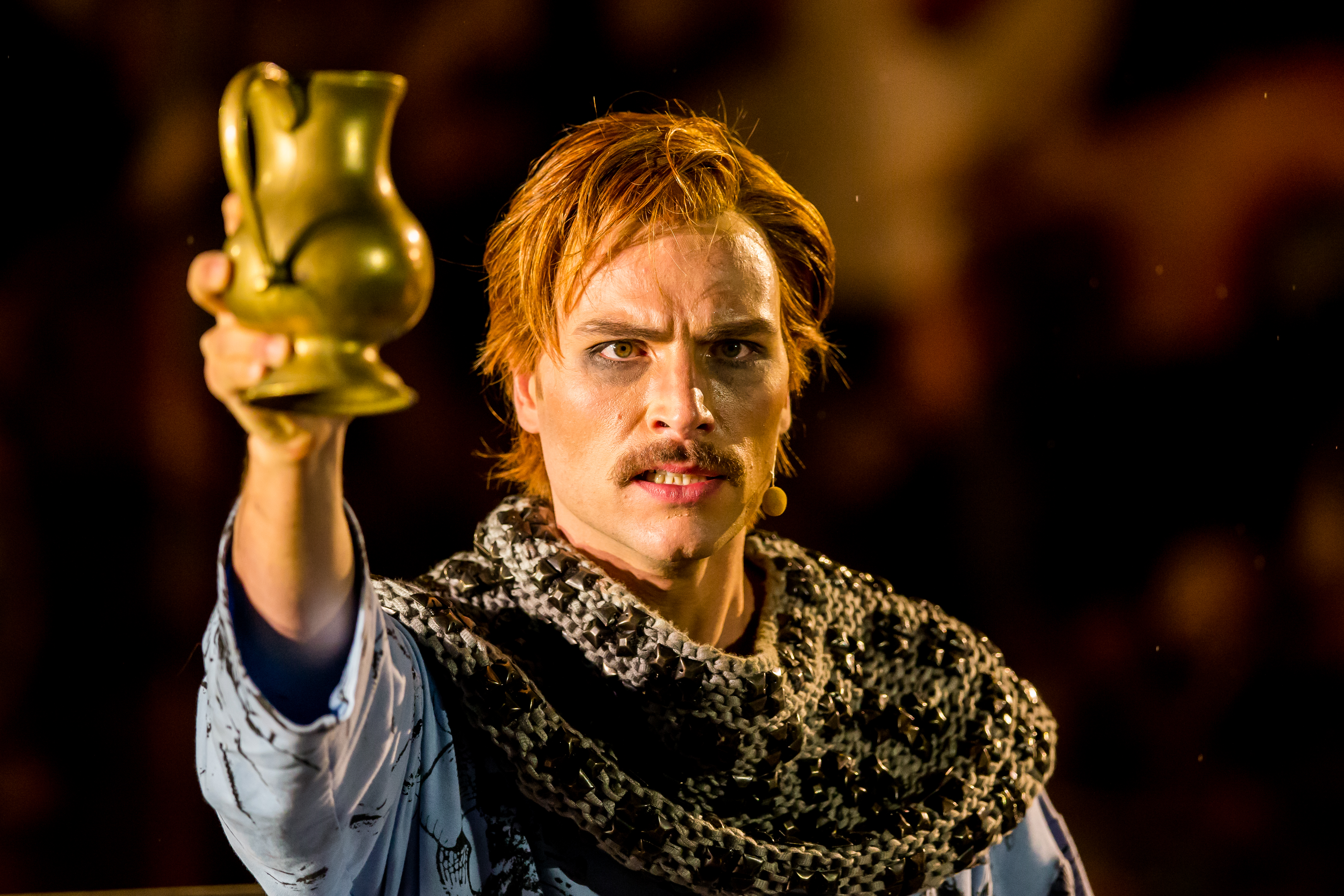
Peter Becker als "Giselher" bei den Nibelungenfestspielen in Worms 2015

Peter Becker (* 24. Oktober 1979 in Bad Hersfeld) ist ein deutsch-britischer Schauspieler.

## Leben
Zu großen Teilen in England aufgewachsen, wo seine Familie lebt, stand Peter Becker mit 15 Jahren das erste Mal auf der Bühne der Bad Hersfelder Festspiele. Zur gleichen Zeit arbeitete er als Jugendredakteur bei der Hersfelder Zeitung.
Mit Abschluss der Schulausbildung zog er nach Berlin, wo er zunächst als Produktionsassistent, sowie Casting Director für Werbefilme und Musikvideos arbeitete.
2002 begann Peter Becker sein Studium an der renommierten Hochschule für Schauspielkunst Ernst Busch Berlin, das er 2006 abschloss. Bereits während dieser Zeit wurden Film- und Theatermacher auf ihn aufmerksam. Es folgten erste Filmrollen (u. a. in Der Untergang der Pamir, Regie: Kaspar Heidelbach) sowie Theaterengagements (u. a. Deutsches Theater Berlin, Thalia Theater Hamburg).
Der Kurzfilm Es geht uns gut, an dem er sowohl als Hauptdarsteller als auch Drehbuchmitentwickler tätig ist, gewann 2006 den Förderpreis der Filmindustrie Baden-Württemberg und erhielt 2007 das Prädikat „wertvoll“ der  Filmbewertungsstelle Wiesbaden (FBW). Seither beschäftigt er sich neben der Arbeit vor der Kamera (u. a. Stauffenberg, Bis nichts mehr bleibt, Unknown Identity) eingehend mit der Konzeption und Ausarbeitung filmischer Erzählstoffe.
Von 2006 bis 2007 ging er für ein erstes Festengagement ans  Wiener Volkstheater, wo er auf den Regisseur Nuran David Calis traf, mit dem er 2008 erneut am Schauspiel Köln zusammenarbeitete. 2009 spielte er unter der Regie von Nurkan Erpulat in Berlin, wo er seit 2010 regelmäßig am Ballhaus Naunynstraße zu sehen ist.
Neben seiner Tätigkeit als Schauspieler moderiert Peter Becker Live-Veranstaltungen wie das Achtung Berlin! Filmfestival, gibt Lesungen (u. a. am Literaturhaus Berlin) und spricht für Radio (u. a. Deutschlandradio Kultur) und TV (u. a.  ARTE).
Von 2017 bis 2019 war Peter Becker als erster deutsch-britischer Hauptdarsteller in War Horse, dem Erfolgsstück des Royal National Theatre auf der Theaterbühne zu sehen. Am 11. November 2018 kehrte das Ensemble, erstmals seit 10 Jahren, zurück an das Royal National Theatre. Anlass war eine Galavorstellung zum Gedenken an den 100. Jahrestag des Endes des 1. Weltkriegs.
Seit 2021 gehört er als durchgängiges Ensemble-Mitglied der ZDF Neo Serie WIR an.

## Theater (Auswahl)

### Deutsches Theater Berlin
- 2004–2006: Kälte (Lars Norén), Regie: Robert Schuster
- 2008: Caligula (Camus), Regie: Jette Steckel

### Wiener Volkstheater
- 2006: Macbeth, Regie: Nuran David Calis
- 2006: Dogville (Lars von Trier), Regie: Georg Schmiedleitner
- 2007: Am Strand der weiten Welt (Simon Stephens), Regie: Ramin Gray
- 2007: Cabaret (Joe Masteroff), Regie: Michael Schottenberg
- 2007: Yvonne, die Burgunderprinzessin (Witold Gombrowicz), Regie: Cornelia Crombholtz

### Ballhaus Naunynstrasse
- 2010: Warten auf Adam Spielman, Regie: Michael Ronen
- 2010: Die Schwäne vom Schlachthof, Regie Hakan Savaş Mican
- 2011: Lö Bal Almanya, Regie: Nurkan Erpulat
- 2012: Abraham und die Metzger, Regie:Çağla İlk

### Weitere Stücke
- 1995–1998: diverse Produktionen (Bad Hersfelder Festspiele)
- 2005: Heinrich IV (Berliner Arbeiter-Theater Berlin)
- 2006: Weibsstücke:Die Glasmenagerie (Thalia Theater in der Gaußstraße Hamburg)
- 2008: Stunde Null Vol. I–III (Schauspiel Köln)
- 2008: Anatomie Titus Fall of Rome (Schauspiel Essen)
- 2009: Man braucht keinen Reiseführer für ein Dorf, das man sieht (Hebbel am Ufer)
- 2011: Endstation ewige Heimat (Heimathafen Neukölln)
- 2013: Und jetzt bitte direkt in die Kamera (Heimathafen Neukölln)
- 2015: Gemetzel (Nibelungen-Festspiele)
- 2016: And then we took Berlin (Ballhaus Ost)
- 2016: Geheimdienste vor Gericht – Eine Volksbeschwerde (Maxim Gorki Theater)
- 2017–2019: War Horse (Royal National Theatre)

## Filmografie
- 2004: Sterne suchen nachts
- 2006: Der Untergang der Pamir (Fernsehfilm)
- 2006: Im Namen des Gesetzes (Fernsehserie)
- 2006: Es geht uns gut (Kurzfilm)
- 2008: Unschuldig (Fernsehserie)
- 2009: Haus und Kind (Fernsehfilm)
- 2009: Vulkan (Fernsehfilm)
- 2009: Stauffenberg – Die wahre Geschichte (Doku-Spiel)
- 2009: Liebe Deinen Feind (Fernsehfilm)
- 2010: Bis nichts mehr bleibt (Fernsehfilm)
- 2011: Tatort – Schwarze Tiger, weiße Löwen
- 2011: Unknown Identity (Unknown)
- 2012: Polizeiruf 110: Eine andere Welt
- 2013: Das Geschenk (Kurzfilm)
- 2013: Dr. Gressmann zeigt Gefühle (Fernsehfilm)
- 2014: SOKO Stuttgart: Kettenreaktion (Fernsehserie)
- 2014: Polizeiruf 110 – Ein mörderische Idee
- 2014: Elser – Er hätte die Welt verändert (Kinofilm)
- 2015: SOKO Wismar: Tödliche Diagnose  (Fernsehserie)
- 2015: Immigration Game (Kinofilm)
- 2016: Alarm für Cobra 11 – Phantomcode (Fernsehserie)
- 2016: Babylon Berlin (Fernsehserie)
- 2016: Ein starkes Team – Nathalie (Fernsehreihe)
- 2016: Bad Banks (Fernsehserie)
- 2017: Der Zürich-Krimi (Fernsehreihe)
- 2019: Letzte Spur Berlin: Amöbenliebe (Fernsehserie)
- 2019: Blutige Anfänger: Frauenmörder (Fernsehserie)
- 2020: Notruf Hafenkante: Pokerprinzessin (Fernsehserie)
- 2021: WaPo Berlin: Goldmädchen (Fernsehserie)
- 2021: SOKO Leipzig: Für Luise (Fernsehserie)
- 2021: Morden im Norden: Reifeprüfung (Fernsehserie)
- 2021: SOKO Stuttgart: #Metoo (Fernsehserie)
- 2021: WIR – Staffeln 1 und 2 (Fernsehserie)
- 2021: Die Heiland – Wir sind Anwalt: Rebellenkind (Fernsehserie)
- 2022: Die Kanzlei: Gratwanderung (Fernsehserie)
- 2022: SOKO Wismar: Der Rückkehrer (Fernsehserie)
- 2022: WIR – Staffel 3 (Fernsehserie)
- 2023: Eine Billion Dollar (Fernsehserie)
- 2024: In aller Freundschaft – Die jungen Ärzte: Neue Ordnung (Fernsehserie)